# Pfarrkirche Pram

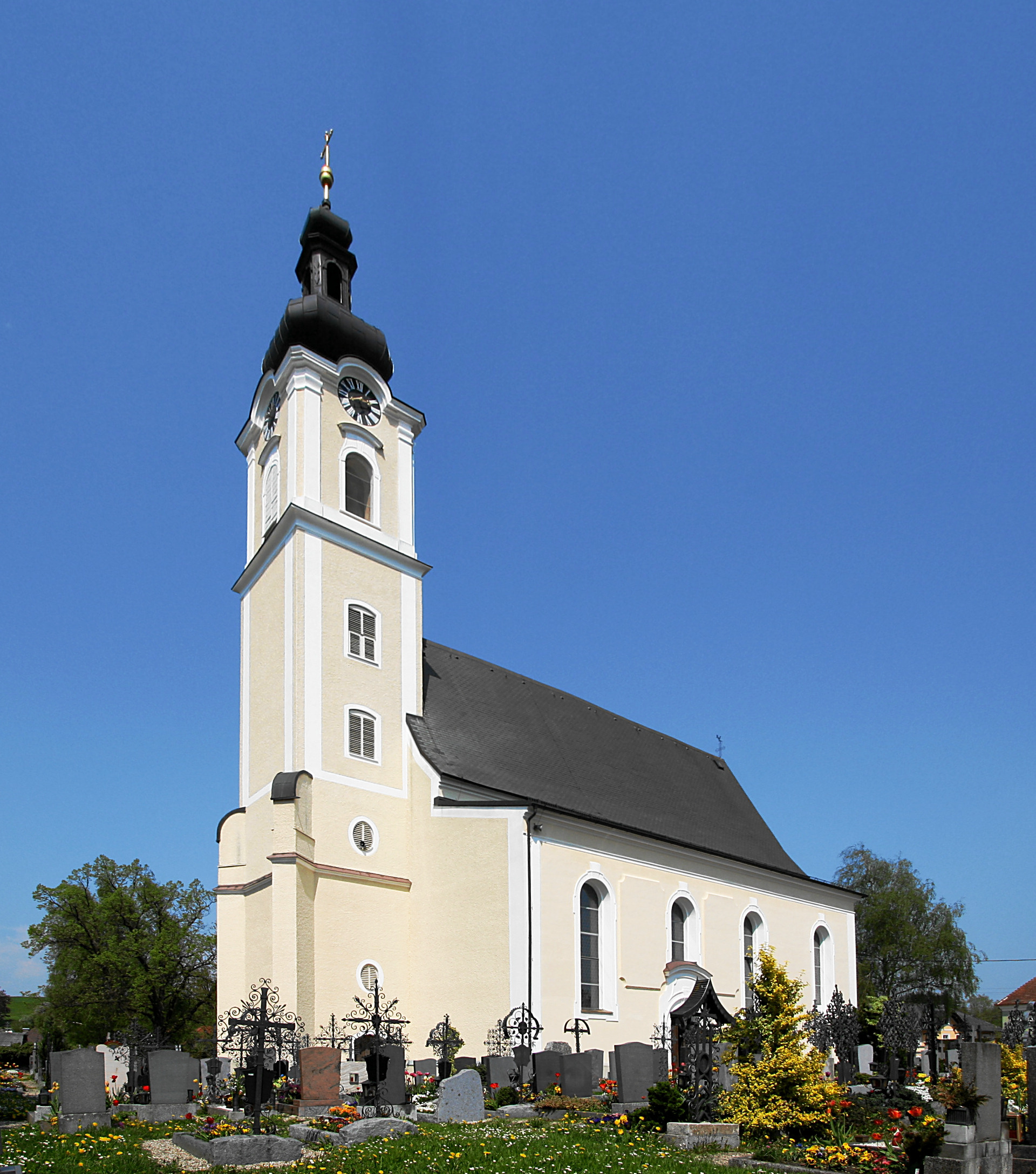
Pfarrkirche Pram in Oberösterreich

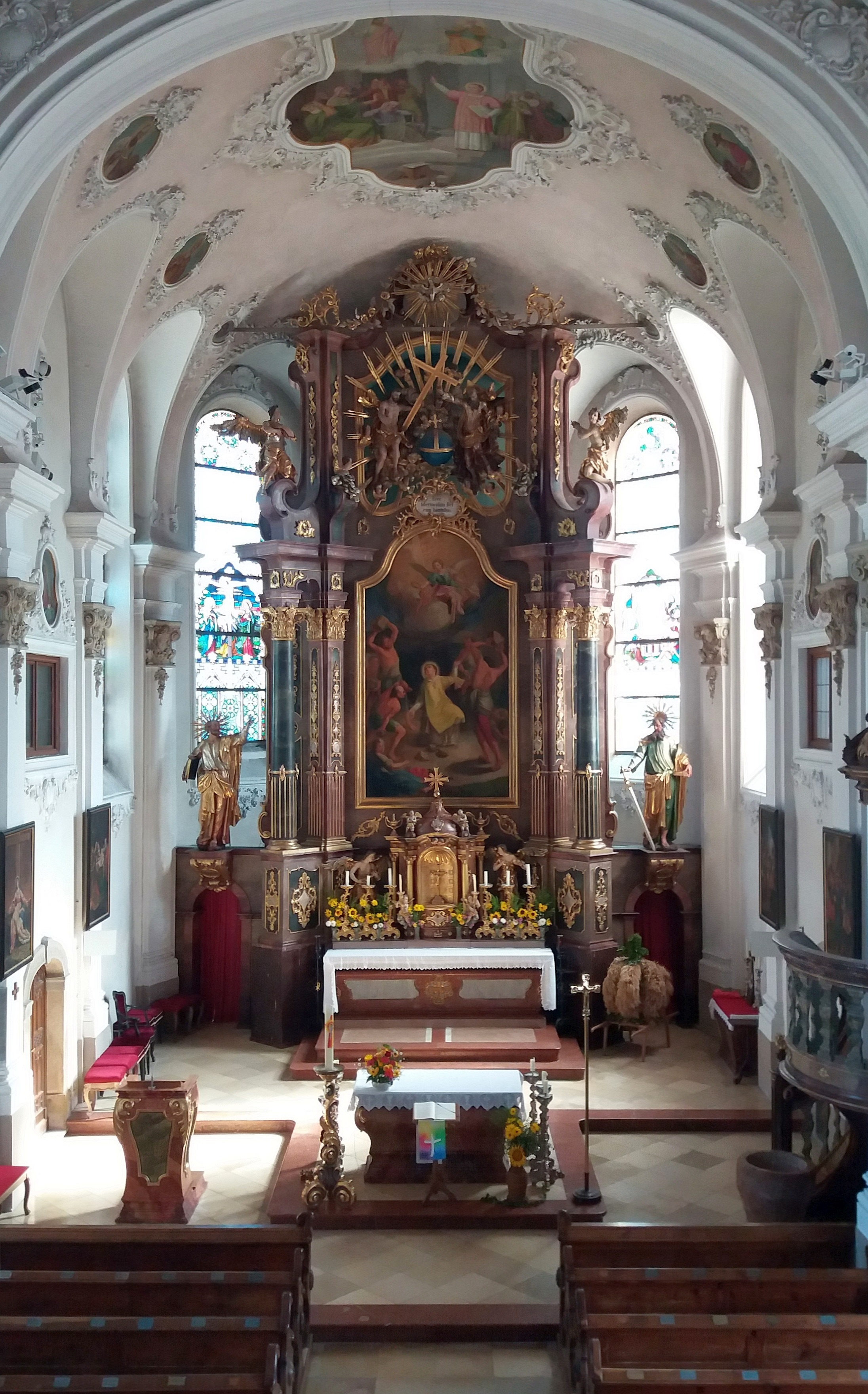
Pfarrkirche Pram, Hauptschiff, Blick zum Hochaltar

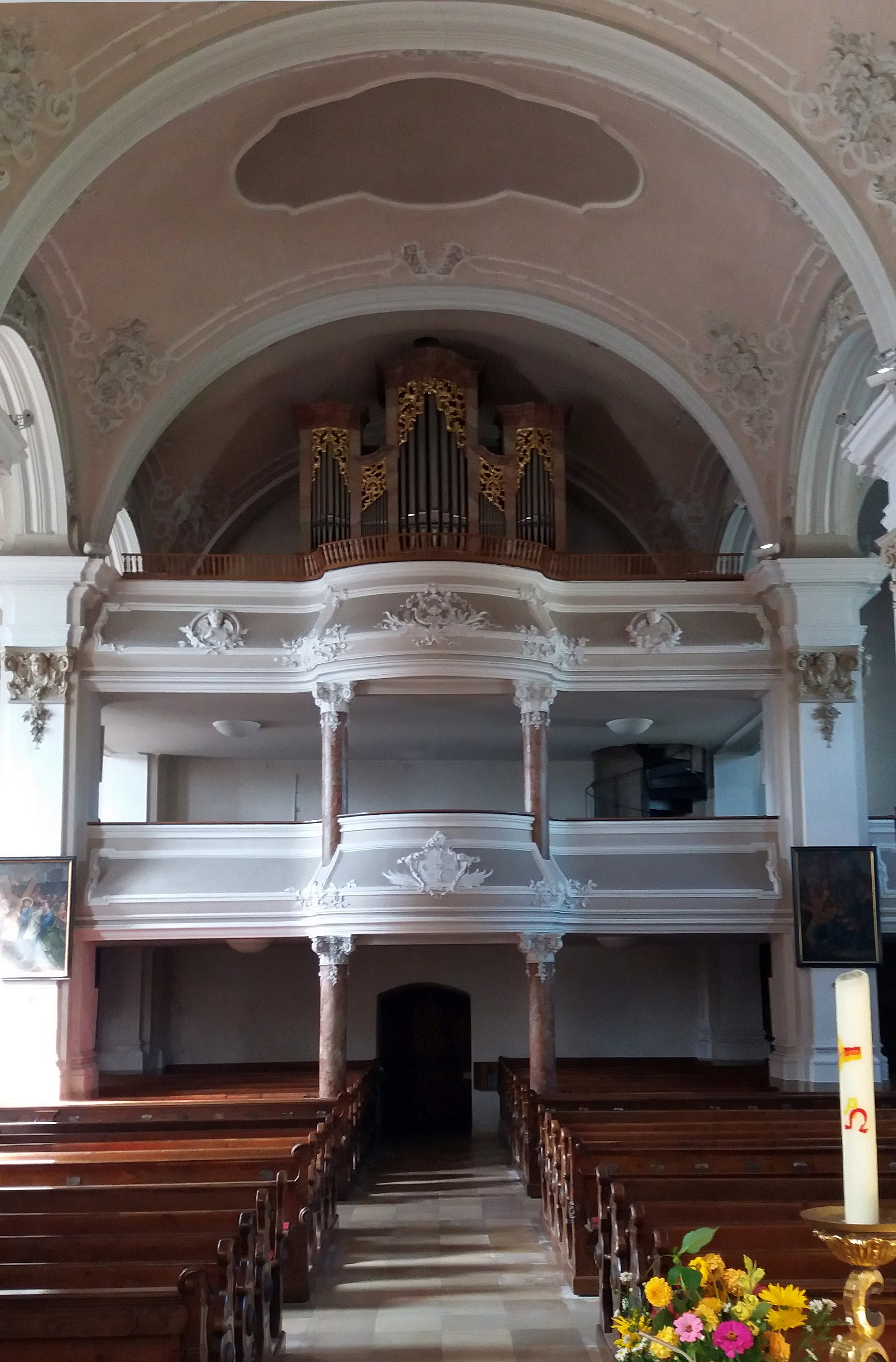
Pfarrkirche Pram, Hauptschiff, Blick zur Empore

Die Pfarrkirche Pram steht im Ort Pram in der Gemeinde Pram in Oberösterreich. Die römisch-katholische Pfarrkirche hl. Stephan gehört zum Dekanat Kallham in der Diözese Linz. Die Kirche und der Friedhof stehen unter Denkmalschutz.

## Geschichte
Die Stiftung der Pfarre im Jahr 893 wurde von König Ludwig am 11. August 903 bestätigt.
Eine Kirche wurde in der Mitte des 14. Jahrhunderts urkundlich genannt. Der gotische Kirchenbau wurde 1729 mit dem Barockbaumeister Jakob Pawanger barockisiert. Im Anfang des 19. Jahrhunderts wurde die Kirche restauriert.

## Architektur
Der dreijochige Chor hat ein Stichkappengewölbe und einen Dreiachtelschluss. Das dreischiffige dreijochige Langhaus hat flache Hängekuppeln und im westlichen Joch eine Empore. Der Westturm trägt eine Zwiebel und eine Laterne.
Die Glasgemälde Heilung des Gichtbrüchigen und Verlorener Sohn, beide in Vierpässen, und zwei Halbfiguren von Propheten sind aus der ersten Hälfte des 14. Jahrhunderts. Ein Glasgemälde Muttergottes im Strahlenkranz entstand um 1600.

## Ausstattung
Den spätbarocken Hochaltar bauten der Tischler Fr. Pinder und der Bildhauer Paul Sattler. Das Hochaltarbild malte Anton Hitzenthaler der Ältere. Der linke Seitenaltar hl. Kreuz ist aus dem Jahr 1777. Der rechte Seitenaltar aus der Zeit um 1660 trägt eine bemerkenswerte Statue Muttergottes von Johann Franz Schwanthaler (1711). Die barocke Figur Schmerzhafte Muttergottes am Fronbogen und der dazugehörige Gekreuzigte am Chorhaupt außen sind aus dem dritten Viertel des 18. Jahrhunderts.
Es gibt einige Grabsteine aus dem 16. Jahrhundert.

## Friedhof
Der Friedhof von Pram ist um die Kirche herum angelegt. Auf dem Friedhof sind einige barocke schmiedeeiserne Kreuze zu finden. Auf dem Friedhof befindet sich auch die Grabstätte von Alfred Walcher von Molthein und seiner Familie. 

## Pfarrhof
Im Pfarrhof ist ein bemerkenswertes geschnitztes Krippenwerk mit sechs Darstellungen von Johann Peter Schwanthaler dem Jüngeren aus der Zeit um 1790.